# Cardea
Cardea a rómaiaknál az ajtósarkok istennője. Ovidius meséje szerint eredetileg Cranaénak hívták. A Tiberisben vadászó sellő volt és istenségi funkciójához következőképen jutott: A szerelméért epedő ifjakat mindig úgy tudta kijátszani, hogy őket a barlangokba előre küldte, maga pedig ilyenkor mindig elosont. Csak a kettős ábrázatú Janust nem tudta rászedni: Janus a szüzet első szerelméért megtette az ajtósarkok istennőjévé és megajándékozta a cseregalagonyával, amellyel az éjjel repdeső, a gyermekek vérét kiszívó, nagyfejű, merev szemű boszorkányokat távol tartja. Procast ő szabadítja meg e gyilkos szörnyektől.